# ادوارد روچستر
ادوارد روچستر (به انگلیسی: Edward Rochester) که اغلب با نام آقای روچستر شناخته می‌شود، یک شخصیت داستانی در رمان جین ایر نوشته شارلوت برونته است که در سال ۱۸۴۷ منتشر شد.

## توضیحات
روچستر به عنوان فردی گوشه‌گیر، باهوش، مغرور و طعنه آمیز
به تصویر کشیده شده‌ است. شخصیتی رمانتیک او پرشورو تندخو است، اما زیر رفتار بی‌رحمانه‌اش عذاب می‌کشد.
روچستر که در اواسط تا اواخر سی سالگی خود بود، به عنوان فردی با قد متوسط و بدنی ورزشکار، سینه پهن و لاغر پهلو، هر چند نه بلند و نه برازنده توصیف می‌شود.
چهره او نه زیبا، بلکه ظاهری خشن و مالیخولیایی توصیف شده است. او دارای موهای سیاه، بینی قاطع، صورت بی‌رنگ، چرب، مربع، ابروهای پهن و اسکلتی، چشمانی عمیق با ویژگی‌های قوی و محکم و با دهانی تیره و تار توصیف شده است. در رمان، جین اغلب او را با یک پرنده وحشی، مانند عقاب، شاهین و باکلان مقایسه می‌کند. در طول آتش‌ سوزی در تورنفیلد، او یک دست، یک چشم و بینایی خود را از دست می‌دهد، که تنها تا حدی پس از ازدواج با جین باز می‌گردد.
توصیف شده است که روچستر صدای خوانندگی خوبی با یک بیس ملایم و قدرتمند و مهارت‌های بازیگری که او در هنگام سرگرمی برای مهمانانش نشان می‌دهد، دارد. او در پوشیدن لباس مبدل و فریب مهارت دارد. در حالی که مهمانانش در آنجا اقامت دارند، روچستر خود را به عنوان یک زن کولی فالگیر در می‌آورد تا زمانی را با جین خلوت کند و از او درباره احساسش نسبت به کارفرمایش بازجویی کند.

## نگارخانه

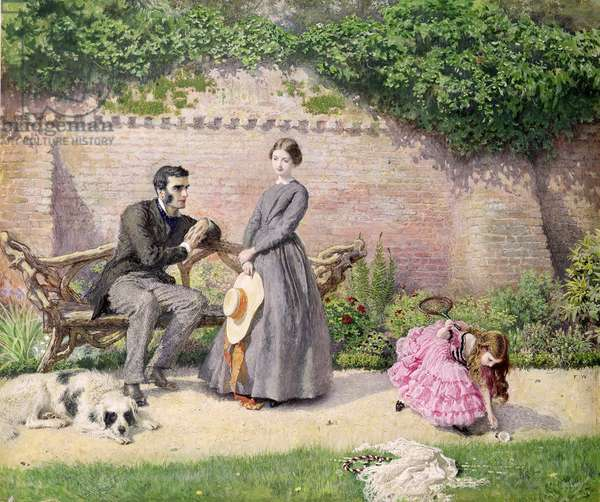
نقاشی روچستر، جین و ادل توسط فردریک واکر (۱۸۴۰–۱۸۷۵)

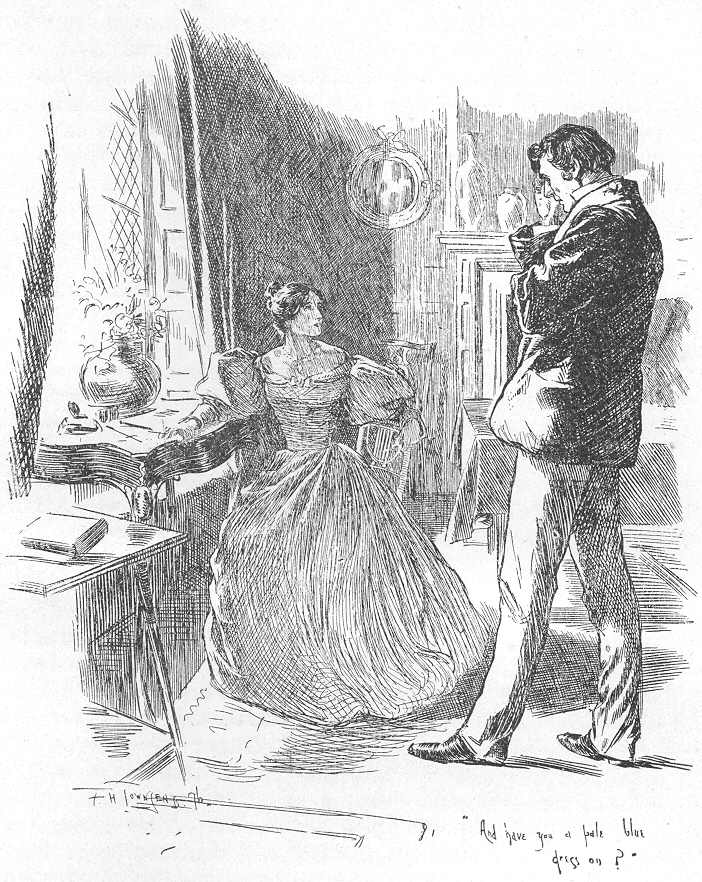
«و آیا یک لباس آبی کم رنگ به تن دارید؟» روچستر شروع به بازیابی بینایی خود می‌کند